# میچ داوری
میچ داوری (انگلیسی: Mich d'Avray؛ زادهٔ ۱۹ فوریهٔ ۱۹۶۲) بازیکن فوتبال اهل آفریقای جنوبی است.
از باشگاه‌هایی که در آن بازی کرده‌است می‌توان به باشگاه فوتبال ان‌ئی‌سی نایمخن، باشگاه فوتبال ایپسویچ تاون، و باشگاه فوتبال لستر سیتی اشاره کرد.
وی همچنین در تیم ملی فوتبال زیر ۲۱ سال انگلستان بازی کرده‌است.